# أرض غراهام

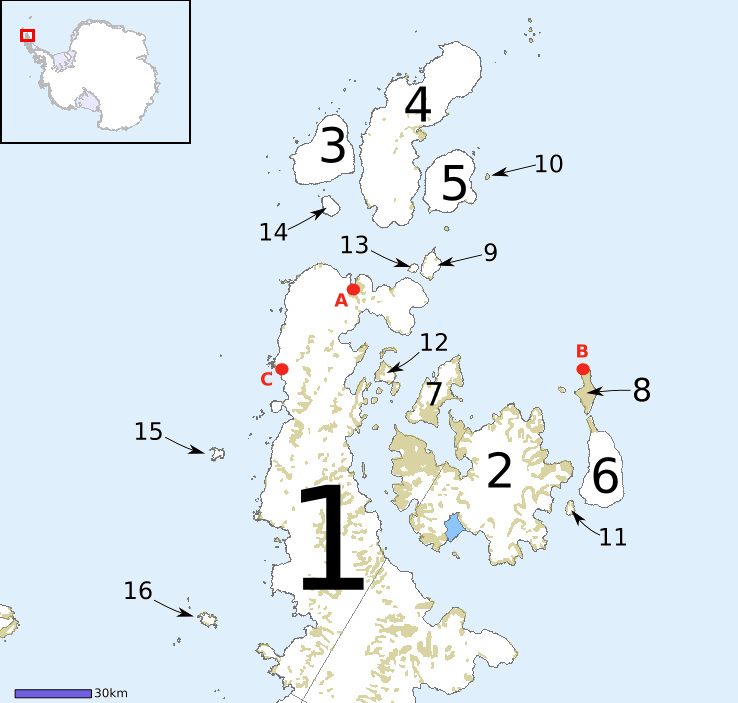
أرض غراهام الشمالية والجزر المحيطة بها.
1 شبه الجزيرة القطبية الجنوبية، 2 جزيرة جيمس روس، 3 جزيرة دو أورفيل، 4 جزيرة جوينفيل، 5 جزيرة دندي، 6 جزيرة سنو هيل، 7 جزيرة فيغا، 8 جزيرة سيمور، 9 جزيرة أندرسون، 10 جزيرة بوليت، 11 جزيرة لوكير، 12 جزيرة إيغل، 13 جزيرة يوناسن، 14 جزيرة برانزفيلد، 15 جزيرة أسترولاب، 16 جزيرة تاور

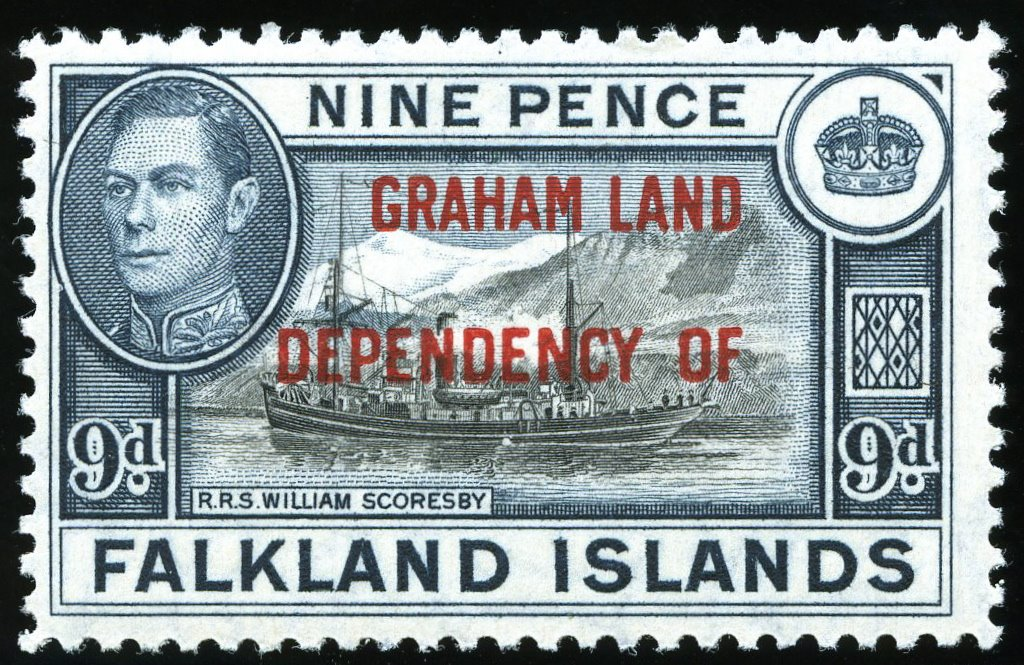
طابع لجزر فوكلاند يعود لعام 1944 أضيف عليه اسم أرض غراهام للاستخدام فيها.

أرض غراهام هي منطقة من شبه الجزيرة القطبية الجنوبية الممتدة شمال الخط الواصل بين رأس جيرمي ورأس أغاسيز. يتوافق هذا الوصف لأرض غراهام مع اتفاق عام 1964 الموقع بين لجنة أسماء الأماكن القطبية الجنوبية البريطانية واللجنة الاستشارية للأسماء في القارة القطبية الجنوبية الأمريكية، حيث تمت فيها الموافقة على تسمية «شبه الجزيرة القطبية الجنوبية» للإشارة إلى شبه الجزيرة الكبرى في القارة القطبية الجنوبية، والموافقة على تسميات أرض غراهام وأرض بالمر للشطرين الشمالي والجنوبي على التتالي. ويقع الخط الفاصل بينهما تقريبياً حوالي 69 درجة جنوباً.
سميت أرض غراهام نسبة إلى لورد الأميرالية الأول السير جيمس غراهام خلال الفترة التي قام بها جون بيسكو باستكشاف القسم الغربي من أرض غراهام عام 1832. أدَّعت كل من الأرجنتين سيادتها على المنطقة (كجزء من المقاطعة الأرجنتينية بالقارة القطبية الجنوبية)، وبريطانيا (كجزء من المقاطعة البريطانية بالقارة القطبية الجنوبية) وتشيلي (كجزء من إقليم القارة القطبية الجنوبية التشيلي).
تعدّ أرض غراهام أقرب أجزاء القارة القطبية الجنوبية إلى أمريكا الجنوبية. وهذا ما جعلها وجهة معتادة تقصدها السفن الصغيرة التي تنقل السياح ضمن رحلات تجارية من أمريكا الجنوبية إلى القارة القطبية الجنوبية. بينما لا يُسمح للسفن الأكبر حجماً إنزال الركاب في المنطقة.
كان الافتراض السائد عموماً حيال هذا الجزء من القارة هو كونها أرخبيلاً وليس شبه جزيرة حيث ظل هذا الاعتقاد راسخاً حتى الاكتشافات التي حققتها بعثة أرض غراهام الاستكشافية البريطانية (1934–1937). تعد جبال أرض غراهام آخر سلسلة جبلية من سلسلة الجبال الأمريكية، والتي تتألف من عدة سلالسل جبلية أصغر منها مشكلةً «العمود الفقري» الغربي للأمريكتين ممتدةً عبر أمريكا الشمالية وأمريكا الوسطى وأمريكا الجنوبية حتى القارة القطبية الجنوبية.

## وصلات خارجية
- قاعدة البيانات الرقمية للقارة القطبية الجنوبية (ADD) (بالإنجليزية)
- U.S. Geological Survey Geographic Names Information System: أرض غراهام